# Pomnik Walki-Męczeństwa-Zwycięstwa w Ciechanowie
Pomnik Walki-Męczeństwa-Zwycięstwa – pomnik w Ciechanowie.
Upamiętnia walkę miejscowej ludności z okupantem niemieckim w czasie drugiej wojny światowej. Powstał w 1988 roku z inicjatywy Towarzystwa Miłośników Ziemi Ciechanowskiej. Zaprojektował go Henryk Wróblewski. Pomnik przedstawia stalowego orła z umieszczonymi na skrzydłach płaskorzeźbami żołnierzy.
W 2023 roku przy okazji remontu, zmieniono inskrypcję na „Pamięci mieszkańców ziemi ciechanowskiej poległych i pomordowanych w czasie II wojny światowej”.